# 婆罗洲小煤炱
婆罗洲小煤炱（学名：Meliola borneensis）是属于小煤炱目小煤炱科小煤炱属的一种真菌，寄生在番荔枝科植物上。该种分布于中国、马来西亚、乌干达、印度尼西亚、菲律宾、加里曼丹、喀麦隆、塞拉利昂等地。
其种加词“borneensis”意为“婆罗洲的”。

## 变种
婆罗洲小煤炱乌干达变种（学名：Meliola borneensis var.ugandae）是属于小煤炱目小煤炱科小煤炱属的一种真菌，寄生在番荔枝科植物上。该种分布于中国、乌干达。